# 刘树梅
刘树梅（1886年1月14日—1940年2月16日），别名刘锡章，祖籍湖南省沅陵县。早年参加辛亥革命，1914年公费赴美国学习财经专业，1920年毕业于美国哈佛大学。回国后在上海执教，1924年出版《记账学》，成为民国时期研究会计学的主要代表性人物之一。 1929年进入盐务稽核总所。1933年调入四川重庆盐务稽核处任稽核员，1934年出任重庆盐务稽核处处长。1935年兼管四川盐务，放手进行四川盐务改革，统一了由军阀割据的四川盐政，为建立抗战工业基地奠定了重要基础。 1937年，刘树梅为支持抗战，致电蒋介石，全数捐出女儿赴美留学资金，创议“公务员毁家纾难”。不久辞去所有公职，变卖家产，创建秘密通讯电台，购置武器，投身抗战。堅持在江蘇抗日遊擊戰兩年，任職江蘇自衛團總團長，领导地方武装与日伪军多次征战。1940年2月16日，刘树梅在崇明，茅珵带新四军包围武抗游击队，企图强力收编。刘树梅看到已被新四军包围，公开站立高呼「不要开抢，都是自己人。共同抗日！」。但遭新四军入营强制收编谈判军官背后开枪，重伤后以身殉国。1940年2月16日，为中国抗日捐躯，终年54岁。

## 生平

### 早年留美，毕业哈佛，率先引入西方财会学
刘树梅早年参加过辛亥革命，1914年公费赴美国学习财经专业，1917年毕业于美国欧柏林大学，获学士学位 A.B. (Oberlin College)，1920年毕业于哈佛大学，获得哈佛大学工商管理硕士学位, MBA (Harvard University).。毕业后回国，同年10月为哥伦比亚大学哲学家约翰·杜威（John Dewey）的长沙系列讲座担任翻译。随后在北平、上海、南京等地大学任教。
二十年代中国仍沿用自古流传的流水帐财会制度，刘树梅深刻了解其弊病与漏洞，率先引入了西方财会制度。1924年著书出版了《记账学》，成为民国时期引进和研究会计学的主要代表性人物之一。

### 抗战前夕统一四川盐政，实施盐务改革
1929年进入盐务稽核总所，任总所会计科帐务股股长.
1933年由孔祥熙任命刘树梅为重庆稽核员。当时四川盐务既受军阀之把持，又有洋员之操纵，四川盐务与政税分立。盐务市场甚至难以在省内正常流通，这是全国唯一的例外。当时盐业是国内一项很大的工业，但四川盐矿资源虽丰富却盐业萧条。1934年刘树梅到重庆任职，他以治理川盐为已任，经调查后撰写和论证治理川盐方案。但当时四川大小军阀统治当地盐业，地方各种势力阻力重重，难以实施。
1935年蒋中正到重庆后，刘树梅即面呈一份四川盐政改制计划。得蒋首肯之后。刘树梅，这位哈佛MBA便放手进行盐政和盐税改革，创建基础设施，发展盐务市场。他撤销了四川盐运使署及其一切下属单位，由稽核所接收盐务行政，彻底改变了四川盐务政税分立状况。刘树梅在重庆接收盐务行政并作初步整顿后，即移驻自流井办公。在他主持四川盐务期间，首先革除括提税款和沿途征收附加税，强令各盐务机关照章办事不准循情作弊。同时整顿盐务税警，加强部队的教育训练，严格查缉私漏。积极治理井河运道，要求实现常年通航，提倡修筑井内公路便利运输。
至此四川的盐业市场首次形成了开放与流通局面，大小盐场的产量得以陆续恢复，各岸盐运量逐渐增加。四川盐政面貌为之一新，仅用短短数月便使自袁世凯执政以来一直无法实现的四川盐政与盐税统规于中央政府。从而结束了二十多年来四川盐税为各防区的军阀所把持的局面。当时刘湘曾说：“统一四川盐务者惟树梅也。”刘树梅于1935年底离开自流井，其后原任两淮盐运使缪秋杰于11月继任。1936年刘树梅出任福建省盐务局经理兼盐运使。
抗战期间，由于沿海地区的沦陷，盐是非常紧缺的军需物资和制作弹药的原料。正值抗战危机时刻，日军陆续占领了南京、上海、武汉以及中国沿海海关和沿海盐场之后，川盐成为抗战时中国盐业供应必须的战略资源。四川的盐务改革表面上看是只是经济和税制改革，实则为长期抗战和陪都入川都提供了必不可缺的物质条件和战略准备。实施盐务改革后，四川盐业和盐税收入当年爆增。而国民政府当时的财政收入主要是关税、盐税、统税。蒋中正甚至亲自发电给刘树梅征缴溢收的盐税。刘树梅作为四川盐运使在“七七事变”的前两年统一了四川的盐政无疑具有非凡的战略眼光的。这至关重要一步为国民政府的入川和战时财政作出了不可忽视的贡献。

### 投身抗战，为国捐躯
刘树梅始终以支持抗战为己任。抗日战争初期，无论在四川还是福建，他到处演讲，募捐支持抗战。鼓励属下积极操练，准备抗战。1937年七七事变后，刘树梅直接致电蒋介石，全数捐出女儿赴美留学资金，敦促“公务员毁家纾难”。当时支持抗战的报章媒体也加以宣传，但为此得罪了一些既得利益势力。随后他索性辞去公职，投身抗日武装活动。他变卖家产，资助在上海购置和建立敌后地下电台，他又秘密为游击队置办武器。日寇侵占崇明岛后，刘树梅担任“华东人民武装抗日会”崇明地区负责人之一，堅持在江蘇抗日遊擊戰兩年，任職江蘇自衛團總團長，直接指挥崇明地方抗日游击队（武抗）。武抗多次在崇明与日寇和伪军交战取胜。1940年2月16日，刘树梅在崇明，茅珵带新四军包围武抗游击队，企图强力收编。刘树梅看到已被新四军包围，公开站立高呼「不要开抢，都是自己人。共同抗日！」。但遭新四军入营强制收编谈判军官背后开枪，重伤后以身殉国。1940年2月16日，为中国抗日捐躯，终年54岁。

## 年谱
- 1886年1月14日出生，祖籍湖南省阮陵县
- 1911：在湖南省长沙参加孙中山领导的辛亥革命
- 1914：公费赴美国学习财经专业
- 1917：毕业于美国欧柏林大学，获学士学位 A.B.[1] (Oberlin College)[1][20].
- 1917－1920：入哈佛大学学习[21][22]，1920年获哈佛大学工商管理硕士学位, MBA (Harvard University)[2].毕业后回国，同年10月为哥伦比亚大学哲学家约翰·杜威（John Dewey）的长沙系列讲座担任翻译 [4]。
- 1921－28： 在上海总商会所办商业补习夜校先后任教，上海东南大学、上海商科大学执教 1924年 出版《记账学》，商务印书馆，成为民国时期研究会计学的主要代表性人物之一[7][23].
- 1929：进入盐务稽核总所，任总所会计科帐务股股长.
- 1933：调入四川重庆盐务稽核处任稽核员
- 1934：出任重庆盐务稽核处处长[24].
- 1935：蒋介石到重庆，刘树梅将四川盐政改制计划呈蒋[8]，得到蒋介石的认同后刘乃放手进行四川盐政改革将川南（自流井）和川北（三台）盐务稽核分所与重庆稽核处合并，统一了四川盐政[9][10][11]。于同年7月率领合并后的四川省盐务机构从重庆移住自流井[25][26][15].
- 1936：离开自流井，出任福建省盐务局经理兼盐运使[14][27][12].
- 1937：抗战初期，刘树梅为支持抗战，致电蒋介石，全数捐出女儿赴美留学资金，创议“公务员毁家纾难”。不久辞去所有公职，变卖家产，创建秘密通讯电台，购置武器，投身抗战[28][29].
- 1938-1939: 日寇侵占崇明岛后，刘树梅作为“华东人民武装抗日会”崇明地区负责人之一来到崇明参加武抗游击队，与日伪军多次征战[30][18]
- 1940年2月16日，刘树梅在崇明，茅珵带新四军包围武抗游击队，企图强力收编。刘树梅看到已被新四军包围，公开站立高呼「不要开抢，都是自己人。共同抗日！」。但遭新四军入营强制收编谈判军官背后开枪，重伤后以身殉国。1940年2月16日，为中国抗日捐躯，终年54岁。遗骸迁葬于上海龙华烈士陵园[19].

## 著作
《记账学》，1924年 出版，商务印书馆